# Chính phủ Bắc Dương
Chính phủ Bắc Kinh Trung Hoa Dân Quốc là chỉ chính phủ trung ương đặt thủ đô tại Bắc Kinh trong thời kỳ đầu kiến quốc Trung Hoa Dân Quốc, do nhân sĩ Bắc Dương phái nắm quyền nên được gọi là Chính phủ Bắc Dương (tiếng Trung: 北洋政府; bính âm: běiyáng zhèngfǔ) đôi khi còn được gọi với những cái tên như Đệ Nhất Trung Hoa Dân Quốc hay Đệ nhất Cộng hòa Trung Hoa ở những tài liệu nước ngoài, nhằm phân biệt với đệ nhị chính phủ Quốc dân.
Sau Cách mạng Tân Hợi bùng phát năm 1911, Chính phủ Bắc Dương là chính quyền đầu tiên được quốc tế thừa nhận kế thừa pháp thống Trung Quốc, đánh dấu Trung Hoa Dân Quốc chính thức xuất hiện. Ngày 6 tháng 10 năm 1913, Viên Thế Khải qua bầu cử trở thành đại tổng thống đầu tiên của Trung Hoa Dân Quốc, đánh dấu Chính phủ Bắc Dương chính thức thành lập, tiếp nối Chính phủ Lâm thời Trung Hoa Dân Quốc.
Chính phủ Bắc Dương là một chính phủ khá dân chủ trong lịch sử Trung Quốc, cũng có cống hiến quan trọng cho duy trì chủ quyền quốc gia và toàn vẹn lãnh thổ. Dưới quyền chính phủ Bắc Dương, vào năm 1917 Trung Quốc gia nhập phe Hiệp Ước trong Chiến tranh thế giới thứ nhất, đồng thời trong năm 1919 lấy thân phận "nước chiến thắng" tham dự Hội nghị hòa bình Paris, song do Phong trào Ngũ Tứ kháng nghị nên không ký vào Hòa ước Versailles. Năm 1928, sau khi Chiến tranh Bắc phạt kết thúc, Chính phủ Bắc Dương chính thức bị Chính phủ Quốc dân thay thế.

## Tiến trình

### Kế thừa cương vực nhà Thanh
Ngày 12 tháng 2 năm 1912, Long Dụ thái hậu của triều Thanh ban chiếu cho Viên Thế Khải toàn quyền thành lập chính phủ lâm thời tại Bắc Kinh. Ngày 13 tháng 2, Tôn Trung Sơn tuân thủ cam kết từ Nghị hòa Nam-Bắc, từ chức trước Tham nghị viện, đồng thời tiến cử Viên Thế Khải làm đại tổng thống. Ngày 15 tháng 2, Viên Thế Khải được bầu làm đại tổng thống lâm thời thứ hai, đến ngày 10 tháng 3 thì tuyên thệ nhậm chức tại Bắc Kinh. Đầu tháng 12 năm 1912 đến tháng 3 năm 1913, Chính phủ Lâm thời Bắc Kinh cử hành bầu cử quốc hội khóa 1, Tống Giáo Nhân lãnh đạo Quốc Dân đảng giành đa số ghế trong lưỡng viện. Ngày 22 tháng 3 năm 1913, Tống Giáo Nhân bị ám sát trong khi sắp nhậm chức tổng lý nội các. Ngày 8 tháng 4 năm 1913, Quốc hội khóa I Trung Hoa Dân Quốc được triệu tập tại Bắc Kinh. Trong giai đoạn này, Viên Thế Khải hấp thu giới tinh anh xã hội, nhân sĩ Bắc Dương và thiểu số đảng cách mạng thành chính phủ mới, thể chế chính phủ trung ương của Trung Hoa Dân Quốc dần được xác lập, đến ngày 6 tháng 10 tiến hành bầu cử đại tổng thống, Viên Thế Khải trở thành đại tổng thống chính thức đầu tiên, nhậm chức vào ngày 10 tháng 10.
Tháng 7 năm 1913, Tôn Trung Sơn lấy lý do Tống Giáo Nhân bị ám sát và Viên Thế Khải vay mượn nhục nhã phương Tây khi chưa được Quốc hội đồng ý, phát động cách mạng lần thứ hai, song đến tháng 8 thì thất bại hoàn toàn, ông phải lưu vong tại Nhật Bản. Nhật Bản đề xuất 21 điều gây khó khăn cho Viên Thế Khải, dưới nhiều bối cảnh bất lợi, các ngôn luận như "cộng hòa không hợp với tình hình Trung Quốc" không ngừng truyền bá trong xã hội, các nơi kiến nghị Viên Thế Khải thi hành quân chủ lập hiến để củng cố nền tảng quốc gia, Viên Thế Khải cuối cùng vào ngày 12 tháng 12 năm 1915 đồng ý bắt đầu trù bị chế độ quân chủ lập hiến Trung Hoa Đế quốc, định vào năm 1916 lên ngôi vua và cải niên hiệu thành "Hồng Hiến". Tuy nhiên, Trung Hoa Cách mạng đảng của Tôn Trung Sơn, Tông Xã đảng của quý tộc Mãn Thanh đều được Nhật Bản tài trợ, cũng với Khởi nghĩa Vân Nam của Thái Ngạc ngăn chặn, ngày 22 tháng 3 năm 1916 Viên Thế Khải chưa lên ngôi vua đã phải tuyên bố triệt tiêu chế độ quân chủ, Trung Hoa Đế quốc chưa trở thành quốc danh chính thức. Ngày 6 tháng 6 năm 1916, Viên Thế Khải bị bệnh mất.

### Phe Bắc Dương nắm quyền
Sau khi Viên Thế Khải từ trần, không ai có năng lực thống trị toàn thể quân phiệt Bắc Dương. Phe Bắc Dương sau đó phân thành ba thế lực lớn là Trực hệ, Hoản hệ, Phụng hệ. Từ sau Chiến tranh Hộ quốc, quân phiệt các địa phương cũng bắt đầu hình thành. Quân phiệt địa phương trên danh nghĩa chịu sự chi phối của chính phủ trung ương Bắc Kinh, song chính phủ trung ương Bắc Kinh thực tế trở thành vũ đài của Bắc Dương quân phiệt, là nguyên nhân chính khiến hậu thế gọi là chính phủ "Bắc Dương".
Trong giai đoạn này, Chính phủ Bắc Dương theo trình tự dân chủ, do Quốc hội tuyển chọn đại tổng thống và tổng lý quốc vụ. Năm 1925, Trung Quốc Quốc Dân đảng thành lập Chính phủ Quốc dân, đồng thời do Tưởng Giới Thạch lĩnh quân Bắc phạt. Ngày 3 tháng 6 năm 1928, chính phủ quân sự của Trương Tác Lâm tan rã. Ngày 8 tháng 6, Quốc Dân Cách mạng quân chiếm được Bắc Kinh. Ngày 29 tháng 12 năm 1928, lãnh tụ Phụng hệ là Trương Học Lương cho hạ Ngũ sắc kỳ, treo Thanh thiên bạch nhật mãn địa hồng kỳ, sử gọi là Đông Bắc thay cờ. Đến đây, Chính phủ Bắc Dương kết thúc hoạt động, Bắc Dương phái rút khỏi vũ đài lịch sử.

## Chính trị

### Tam quyền phân lập
Thời kỳ Chính phủ Bắc Dương, kiến lập chế độ tam quyền phân lập, lần lượt xuất hiện năm bộ hiến pháp đều lấy "tam quyền phân lập" làm nguyên tắc cơ bản, hạn chế quyền lực tổng thống, phòng ngừa cá nhân độc tài, khiến quyền lợi và tự do của nhân dân được tôn trọng và bảo hộ. Tháng 5 năm 1917, trong vấn đề tuyên chiến với Đức, Tổng lý Đoàn Kỳ Thụy đề xuất tham chiến, song Quốc hội cự tuyệt hợp tác, do đó Đoàn Kỳ Thụy không ngừng gây áp lực với Quốc hội, Quốc hội bèn cải tổ nội các, tạm hoãn thảo luận vấn đề tham chiến. Đại tổng thống Lê Nguyên Hồng theo yêu cầu của Quốc hội đã bãi chức vụ của Đoàn Kỳ Thụy. Quốc hội đương thời thực sự có vai trò giám sát chính phủ, hạn chế quyền lực, không phải là "con dấu cao su", "máy biểu quyết". Đoàn Kỳ Thụy tức giận rời Bắc Kinh đến Thiên Tân, đồng thời căn cứ "Ước pháp lâm thời Trung Hoa Dân Quốc" cho rằng tổng thống không có quyền bãi chức vụ tổng lý, không thừa nhận lệnh miễn chức, về sau bị sử gia miêu tả là "Phủ-Viện chi tranh".
Hiến pháp đồng thời bảo hộ tư pháp độc lập, quy định độc lập, xét xử công khai. Năm 1913, người đứng đầu Quốc Dân đảng là Tống Giáo Nhân bị sát hại, Phòng kiểm sát địa phương có thể công khai triệu tập Tổng lý quốc vụ Triệu Bỉnh Quân; cũng như tháng 10 năm 1925 phòng kiểm sát địa phương Kinh Sư phái quan kiểm sát Ông Kính Đường điều tra sự kiện "án franc vàng", Tổng trưởng Ngoại giao Thẩm Thụy Lân, Tổng trưởng Tài chính Lý Tư Hạo, nguyên Tổng trưởng Tư Pháp Chương Sĩ Chiêu đều bị điều tra, trong khi đó chính phủ trung ương không can thiệp, phản ánh tính độc lập của tư pháp đương thời.

### Nguyên thủ quốc gia

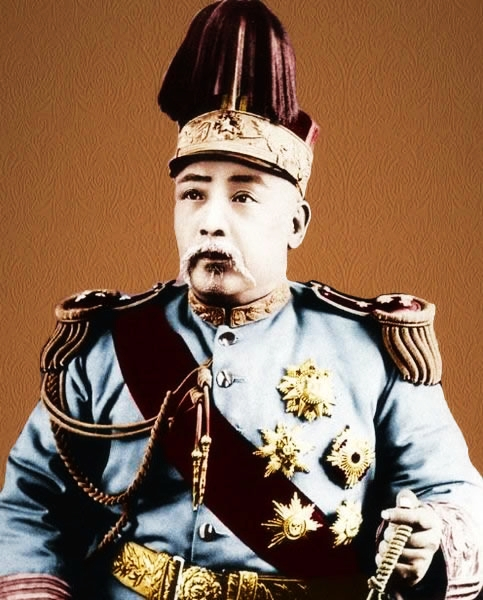
Viên Thế Khải

Người sáng lập Chính phủ Bắc Dương là Viên Thế Khải không chỉ là một nhà cải cách thực tế, mà còn là một nhân vật ái quốc. Lê Nguyên Hồng là quan thanh liêm, bản tính từ thiện, có thể cùng binh sĩ đồng cam cộng khổ, được binh sĩ yêu kính. Đoàn Kỳ Thụy được gọi là "lục bất tổng lý", tức "không chơi gái, không cờ bạc, không tham ô, không hút thuốc phiện, không thiên vị, không uống rượu". Tào Côn nhờ hối lộ mà được bầu làm đại tổng thống của Trung Hoa Dân Quốc năm 1923, về sau quân Nhật chiếm lĩnh Thiên Tân, có ý đồ thuyết phục Tào Côn lập chính phủ thân Nhật, tuy nhiên Tào Côn kiên quyết cự tuyệt hợp tác với Nhật Bản.

### Tự do ngôn luận
Thời kỳ Chính phủ Bắc Dương tuy có tồn tại sự kiện hạn chế báo chí, song hoàn cảnh dư luận so với thời Chính phủ Quốc Dân và chính phủ cộng sản sau này thì tương đối rộng rãi. Năm Dân Quốc thứ 1, toàn quốc ước tính có 500 báo, có lượng lớn cơ quan độc lập, như "Quốc Dân tân báo", "Ngữ ty", "Thần báo", Thanh Hoa chu khan", "Tân thanh niên", "Kinh báo", "Thế giới nhật báo", "Hiện đại bình luận". Mao Trạch Đông tại Hồ Nam sáng lập "Tương Giang bình luận", chủ biên "Tân Hồ Nam", Chu Ân Lai tại Thiên Tân lần lượt sáng lập "Thiên Tân học sinh liên hiệp hội báo" và "Giác ngộ". Sau khi Tống Giáo Nhân bị sát hại vào năm 1913, sức thâm nhập của giới tin tức khiến Chính phủ Bắc Dương hết sức bất mãn. Do đó, Viên Thế Khải tiến hành cấm chỉ và chỉnh đốn ngành báo toàn quốc, đến cuối năm 1913 toàn quốc chỉ còn 139 báo tiếp tục xuất bản. Sau khi Viên Thế Khải từ trần, báo chí dân gian tăng từ 500 vào năm 1916 lên hơn 1000 vào năm 1920. Năm 1926, đài phát thanh đầu tiên của Trung Quốc được kiến lập tại Cáp Nhĩ Tân, sau đó các đài phát thanh nhà nước và tư nhân bắt đầu xuất hiện với số lượng lớn. Không gian tự do của quốc dân được mở rộng, tạo điều kiện để giới tinh anh xã hội và quảng đại quần chúng tích cực tham dự sự kiện công cộng.

### Tự do lập hội
Trung Quốc thời kỳ Chính phủ Bắc Dương được hưởng quyền tự do lập hội khá đầy đủ so với trước đây, thời kỳ đầu Chính phủ Bắc Dương chỉ tính số đảng hội mà Bộ Dân chính có hồ sơ là 85. Năm 1918, Mao Trạch Đông, Thái Hòa Sâm và những người khác tại Trường Sa tổ chức Tân dân học hội, năm 1919 Chu Ân Lai, Trương Nhược Danh và những người khác tại Thiên Tân tổ chức Giác ngộ xã, đó là một trong số nhiều đoàn thể xã hội đương thời. Thương nhân cũng phổ biến tự phát tổ chức thành thương hội, thường phát điện tín chỉ trích hành vi của Chính phủ Bắc Dương. Dân chúng Trung Quốc sẵn sàng bày tỏ hơn trước, biểu đạt ý kiến của mình với Chính phủ Bắc Dương. Thời kỳ Chính phủ Bắc Dương trở thành thời kỳ dân chủ cao độ trong lịch sử vài nghìn năm tại Trung Quốc.

### Tự trị địa phương
Tháng 11 năm 1920, Chính phủ Bắc Dương tuyên bố trù bị tự trị địa phương, sau đó ban bố một loạt điều khoản tự trị địa phương. Quy định quan viên chính phủ địa phương không do chính phủ trung ương bổ nhiệm, mà do công dân bản địa trực tiếp bầu ra, đồng thời phân chia tài chính và công việc giữa trung ương và địa phương. Từ năm 1920 đến năm 1925, các địa phương Trung Quốc căn cứ chế độ liên bang của Hoa Kỳ, khởi đầu phong trào liên tỉnh tự trị, giới tinh anh phát biểu nhiều trên báo chí về chế độ liên bang, hô hào liên tỉnh tự trị. Tỉnh Hồ Nam tổ chức công dân đầu phiếu thông qua hiến pháp, là hiến pháp cấp tỉnh đầu tiên được thi hành tại Trung Quốc. Năm 1922, Đảng Cộng sản Trung Quốc tuyên bố họ có mục tiêu lập nước Cộng hòa Liên bang Trung Hoa. Tháng 10 năm 1923, ban bố "Hiến pháp Trung Hoa Dân Quốc", đây là một bộ hiến pháp liên bang, song do Tào Côn hối lộ nên hiến pháp này chịu phản đối. Năm 1926, Quốc Dân đảng Bắc phạt, hiến pháp các tỉnh và nghị hội các tỉnh sau đó hủy bỏ
| Danh xưng    | Phái hệ                      | Thời gian hoạt động | Căn cứ địa                           | Nhân vật đại biểu                                                                        | Cường quốc hỗ trợ |
| ------------ | ---------------------------- | ------------------- | ------------------------------------ | ---------------------------------------------------------------------------------------- | ----------------- |
| Hoản hệ      | Bắc Dương phái               | 1916-1925           | An Huy, Chiết Giang, Sơn Đông        | Đoàn Kỳ Thụy, Nghê Tự Xung, Từ Thụ Tranh, Đoàn Chi Quý, Lư Vĩnh Tường                    | Nhật Bản          |
| Trực hệ      | Bắc Dương phái               | 1917-1926           | Trực Lệ, Hoa Bắc, Hoa Đông           | Phùng Quốc Chương, Tào Côn, Ngô Bội Phu, Tề Tiếp Nguyên, Tôn Truyền Phương               | Hoa Kỳ, Anh Quốc  |
| Phụng hệ     | Bắc Dương phái               | 1916-1928           | Phụng Thiên, Hắc Long Giang, Cát Lâm | Trương Tác Lâm, Trương Học Lương, Trương Tông Xương                                      | Nhật Bản          |
| Tây Bắc quân | Bắc Dương phái               | 1921-1930           | Thiểm Tây                            | Phùng Ngọc Tường, Hàn Phúc Củ, Tống Triết Nguyên, Dương Hổ Thành                         | Liên Xô           |
| Xuyên quân   | Bắc Dương phái               | 1919-1938           | Tứ Xuyên                             | Lưu Tương, Lưu Văn Huy, Đặng Tích Hầu, Dương Sâm                                         |                   |
| Kiềm quân    | Bắc Dương phái               | 1920-1926           | Quý Châu                             | Viên Tổ Minh, Vương Gia Liệt, Chu Tây Thành, Lưu Hiển Thế, Bành Hán Chương               |                   |
| Tấn hệ       | Bắc Dương phái Quốc Dân đảng | 1911-1949           | Sơn Tây                              | Diêm Tích Sơn                                                                            | Nhật Bản          |
| Cựu Quế hệ   | không                        | 1916-1925           | Quảng Tây                            | Lục Vinh Đình, Thẩm Hùng Anh                                                             |                   |
| Điền hệ      | Quốc Dân đảng                | 1916-1927           | Vân Nam                              | Đường Kế Nghiêu, Long Vân, Lư Hán                                                        | Pháp              |
| Tương hệ     | Quốc Dân đảng]               | 1916-1937           | Hồ Nam                               | Triệu Hằng Dịch, Đường Sinh Trí, Hà Kiện                                                 |                   |
| Việt hệ      | Quốc Dân đảng                | 1920-1925           | Quảng Đông                           | Trần Quýnh Minh, Long Tế Quang, Trần Minh Xu, Tương Phát Khuê, Trần Tế Đường, Dư Hãn Mưu | Liên Xô           |
| Mã gia quân  | không                        | 1872-1949           | Cam Túc, Ninh Hạ, Thanh Hải          | Mã An Lương, Mã Đình Hiền, Mã Hồng Quỳ, Mã Hồng Tân, Mã Bộ Thanh, Mã Bộ Phương           | không             |
| Tân Quế hệ   | Quốc Dân đảng                | 1922-1953           | Quảng Tây                            | Lý Tông Nhân, Bạch Sùng Hy, Hoàng Thiệu Hoành                                            |                   |

## Kinh tế
Thời kỳ Chính phủ Bắc Dương là thời kỳ hoàng kim trong quá trình phát triển tư bản dân tộc Trung Quốc. Theo nghiên cứu của nhà kinh tế học Hứa Địch Tân, từ năm 1912 đến năm 1920, theo tính toán GDP, mỗi năm kinh tế tăng trưởng đạt 16,5%, tính theo sản lượng ròng thì mỗi năm tăng trưởng 13,4%. Phát triển tư bản quan liêu từ năm 1912 bắt đầu suy giảm, tư bản ngoại quốc từ sau năm 1914 bị ngăn trở, duy có tư bản dân tộc duy trì tốc độ tăng trưởng, tính toàn bộ thời kỳ Chính phủ Bắc Dương tốc độ phát triển đạt 13,8%. Năm 1915, tại San Francisco cử hành "Triển lãm Quốc tế Panama-Thái Bình Dương", sản phẩm triển lãm của Trung Hoa Dân Quốc đạt 1218 huy chương các loại, đứng đầu các quốc gia tham dự, qua đó có thể thấy thành tựu công nghiệp phi phàm của Chính phủ Bắc Dương.
Chính phủ Bắc Dương đưa Trung Quốc bước vào quỹ đạo phát triển kinh tế cao tốc, khi Chiến tranh thế giới thứ nhất bùng phát, các cường quốc phương Tây không rảnh để chú ý về phương Đông, song cũng nguyên nhân chủ yếu là Chính phủ Bắc Dương đã kiến lập kinh tế thị trường. Viên Thế Khải đề xuất cho Trương Kiểm cùng một nhóm doanh nhân có kinh nghiệm phong phú quản lý kinh tế Trung Quốc, đồng thời thực hiện cân bằng tài chính, kinh tế được phát triển nhanh chóng. Sau này, Thập niên hoàng kim của Chính phủ Quốc dân, trên thực tế là được lợi trực tiếp từ kinh tế thị trường mà Chính phủ Bắc Dương kiến lập.

## Ngoại giao
Ngày 6 tháng 10 năm 1913, Viên Thế Khải chính thức nhậm chức đại tổng thống Trung Hoa Dân Quốc, ngay hôm đó 13 quốc gia như Nhật Bản cùng Trung Hoa Dân Quốc thiết lập quan hệ ngoại giao. Từ đó, số nước bang giao của Trung Hoa Dân Quốc dần gia tăng.
Ngày 22 tháng 4 năm 1912, Viên Thế Khải tuyên bố rõ rằng toàn bộ chính trị các địa phương Mông Cổ, Tây Tạng, Hồi Cương đều thuộc nội chính Trung Quốc. Anh Quốc công khai biểu thị không thừa nhận tuyên bố chủ quyền của Trung Quốc đối với Tây Tạng, lấy đường McMahon gây ra tranh chấp lãnh thổ giữa Trung Quốc và Ấn Độ sau này, đại biểu Anh Quốc tại hội nghị Simla cố gắng dùng thủ đoạn khiến Trung Quốc ký tắt vào dự thảo điều ước, bị Chính phủ Bắc Dương thẳng thừng từ chối, cuối cùng phía Trung Quốc không ký vào thỏa thuận nào, và đường McMahon không được Trung Quốc thừa nhận.
Ngày 5 tháng 11 năm 1913, Viên Thế Khải nhằm đổi lấy việc Nga viện trợ và thừa nhận Chính phủ Bắc Dương, bèn cùng Nga ký kết "Hiệp ước Trung-Nga-Mông". Nga tuy bề ngoài thừa nhận Mông Cổ là "một bộ phận của lãnh thổ Trung Quốc", song Chính phủ Trung Quốc thừa nhận nội dung "Hiệp ước Nga-Mông" và "tự trị" của Mông Cổ, không thiết lập cai trị, trú quân hay di dân tại Ngoại Mông Cổ, trên thực tế thừa nhận quyền khống chế của Nga đối với Ngoại Mông. Năm 1917, Nga bùng phát cách mạng, Chính phủ Bắc Dương thừa cơ thu hồi chủ quyền đường sắt Trung Đông bị Nga cướp đoạt, phế trừ một phần bồi thường của nhà Thanh cho các cường quốc, xuất binh đến Ngoại Mông Cổ, duy trì thống nhất quốc gia. Trong Nội chiến Nga năm 1918, hàng triệu người Trung Quốc tại Siberia bị uy hiếp về sinh mệnh và tài sản, Chính phủ Bắc Dương chịu áp lực từ các bên, quyết định xuất binh sang Siberia bảo hộ kiều dân. Tháng 8 năm 1919, Chính phủ Bắc Dương chính thức thành lập Tổng cục cảnh sát tại Cáp Nhĩ Tân, thu hồi đại bộ phần quyền cảnh sát từ tay người Nga. Chính phủ Bắc Dương phế bỏ "Hiệp ước Trung-Nga-Mông", đồng thời xuất binh đến Ngoại Mông, tháng 11 năm 1919 Ngoại Mông thủ tiêu tự trị, khôi phục chế độ như trước. Chính phủ Bắc Dương đề xuất sửa đổi "Điều ước Y Lê Trung-Nga", cùng Chính phủ Nga Xô viết vào tháng 5 năm 1920 ký kết hiệp định thông thương cục bộ mới, phế trừ hiệp ước cũ mà trong đó đa số là điều khoản bất bình đẳng. Tháng 9 năm 1920, phế bỏ quyền tài phán lãnh sự Nga kiều, thu hồi tô giới Nga. Tháng 8 năm 1922, Liên Xô phái Adolph Joffe sang Bắc Kinh làm đại biểu toàn quyền tại Trung Quốc, đầu tiên gửi thư cho người lãnh đạo Chính phủ Bắc Dương là Ngô Bội Phu, hy vọng lập quan hệ hợp tác, tuy nhiên, Ngô Bội Phụ cự tuyệt du thuyết của Liên Xô, Adolph Joffe chuyển sang liên lạc với Tôn Trung Sơn đang phát triển thế lực tại phương nam, hai người sau đó phát biểu tuyên bố chung, Tôn Trung Sơn đồng ý quân Liên Xô có thể lưu trú Ngoại Mông.
Ngày 29 tháng 5 năm 1914, Nhật Bản uy hiếp Viên Thế Khải ký kết "Biện pháp thi hành giảm thuế vận chuyển qua lại Triều Tiên- Nam Mãn Trung-Nhật" với sáu điều khoản, thương nghiệp Đông Bắc sau đó bị người Nhật lũng đoạn. Sau Cách mạng thứ hai, Viên Thế Khải lo sợ Nhật Bản hỗ trợ Tôn Trung Sơn, đặc phái Tôn Bảo Kỳ, Lý Thịnh Đạt sang Nhật Bản khai thông, Nhật Bản nhân cơ hội này đề xuất quyền xây dựng năm tuyến đường sắt tại Đông Bắc. Tháng 9 năm 1914, Nhật Bản mượn việc tham gia Chiến tranh thế giới thứ nhất, tuyên chiến với Đức, xuất binh chiếm lĩnh Sơn Đông. Ngày 7 tháng 1 năm 1915, Chính phủ Bắc Dương yêu cầu quân Nhật triệt thoái về nước, hoặc tạm lưu trú tại tô giới Đức tại Thanh Hải. Sau khi Đức chiến bại trong thế chiến, Chính phủ Bắc Dương lấy thân phận nước chiến thắng tham dự Hội nghị hòa bình Paris, muốn thu hồi quyền lợi của Đức tại Sơn Đông, song bị buộc phải chuyển giao lợi ích đó sang Nhật Bản, đại biểu Trung Quốc chỉ có thể cự tuyệt ký và hiệp ước để kháng nghị. Nhật Bản thừa cơ các nước Âu-Mỹ không để tâm tới Viễn Đông, thấy được dã tâm xưng đế của Viên Thế Khải, vào ngày 18 tháng 1 Nhật Bản đề xuất yêu cầu 21 điều với Viên Thế Khải, dẫn tới bùng phát Phong trào Ngũ Tứ. Do Chính phủ Bắc Dương xoay xở nhiều bên, các điều khoản bất lợi nhất với Trung Quốc bị bác bỏ, là thắng lợi ngoại giao của nước yếu., quân Nhật chiếm lĩnh Thanh Đảo cho đến năm 1922.
Năm 1918, Đức chiến bại trong thế chiến, để mất tô giới và thuộc địa tại Trung Quốc, giảm thiểu một chương ngại trong quan hệ song phương. Năm 1920, đoàn đại biểu của Đức sang thăm Trung Quốc, trải qua đàm phán, hai bên vào ngày 20 tháng 5 năm 1921 ký kết "Hiệp ước Trung-Đức". Đây là một điều ước bình đẳng hiếm thấy trong lịch sử quan hệ đối ngoại cận đại của Trung Quốc, quan hệ Trung-Đức bị gián đoạn trong chiến tranh đến lúc đó được khôi phục.

## Xã hội
Chính phủ Bắc Dương chú trọng kiến thiết văn hóa truyền thống Trung Quốc, quốc ca và quốc huy thời kỳ này thể hiện đầy đủ văn hóa truyền thống Trung Quốc. Ngoài ra, Viên Thế Khải từng ban bố một loạt luật định tôn sùng luân thường, tôn sùng Nho học, thiết lập tiết xuân có ảnh hưởng đến nay. Thời kỳ Chính phủ Bắc Dương, không khí dân chủ cung cấp bảo hộ tự do tư tưởng, xúc tiến mạnh phát sinh và phát triển phong trào tân văn hóa. Trong Phong trào tân văn hóa, các loại trào lưu tư tưởng và chủ nghĩa phổ biến tại Trung Quốc, văn hóa tư tưởng xuất hiện đa nguyên hóa. Dưới hai ngọn cờ dân chủ và khoa học, các trào lưu tư tưởng tự do truyền bá, mọi người tranh luận các loại học thuyết, xúc tiến mạnh giải phóng cá tính của người Trung Quốc, cũng như tiến bộ của sự nghiệp khoa học văn hóa. Các nhà văn hóa lớn của Trung Quốc thời kỳ cận hiện đại phải kể đến như Thái Nguyên Bồi, Trần Độc Tú, Hồ Quát, Tiền Mục, Lỗ Tấn hay Chu Tác Nhân, hầu như các ngành khoa học xã hội và nhân văn hiện nay tại Trung Quốc đều đặt nền móng từ thời kỳ Chính phủ Bắc Dương.
Năm 1922, tổng trưởng ngoại giao của Chính phủ Bắc Dương là Vương Chính Đình được mời làm ủy viên Ủy ban Olympic Quốc tế. Trong Thế vận hội Mùa hè năm 1924 tổ chức tại Paris, Pháp, do Chính phủ Bắc Dương thiếu kinh phí nên không thể cử toàn bộ tuyển thủ tham dự, chỉ cử Vi Vinh Lạc và ba vận động viên quần vợt khác sang Pháp tham gia thi đấu, kinh phí do Hoa kiều tại Mỹ tài trợ. Đoàn đại biểu Trung Quốc tham dự lễ khai mạc Thế vận hội, song sau đó lại rút khỏi thi đấu chính thức. Tuy nhiên, họ vận là những người Trung Quốc đầu tiên xuất hiện trên đấu trường Thế vận hội.